# Wayne Hughes
Biron Wayne Hughes (Port Talbot, 8 marzo 1958) è un ex calciatore gallese, di ruolo centrocampista.

## Carriera

### Club
Tra il 1974 ed il 1976 gioca nelle giovanili del West Bromwich, con cui nella stagione 1975-1976 vince una FA Youth Cup. Nel maggio del 1977 gioca la sua prima partita tra i professionisti, subentrando dalla panchina in una partita della prima divisione inglese persa per 4-0 contro l'Aston Villa. Rimane nel club anche nel corso della stagione 1977-1978 e nella prima parte della stagion 1978-1979, giocando però in totale solamente ulteriori 7 partite ufficiali, 5 delle quali in prima divisione (campionato in cui segna anche 2 reti). Nel 1979 si trasferisce negli Stati Uniti e gioca per una stagione nella NASL con il Tulsa Roughnecks, con cui realizza 12 reti in 29 presenze. Nell'ottobre del 1979 torna nel Regno Unito, accasandosi ai gallesi del Cardiff City, con i quali gioca per un triennio nella seconda divisione inglese, totalizzandovi complessivamente 46 presenze ed una rete. Si ritira al termine della stagione 1984-1985, dopo aver giocato per un ulteriore triennio a livello semiprofessionistico con le maglie di Bath City, Paulton Rovers e Yeovil Town.

### Nazionale
Nel 1976 ha giocato 3 partite con la nazionale gallese Under-21.

## Palmarès

### Club

#### Competizioni regionali
- Somerset Premier Cup: 1

Bath City: 1983-1984

#### Competizioni giovanili
- FA Youth Cup: 1

West Bromwich: 1975-1976